# Грачаница Шишинечка
Грачаница Шишинечка је насељено мјесто на подручју града Глине, Сисачко-мославачка жупанија, Република Хрватска.

## Историја
Грачаница Шишинечка се од децембра 1991. до августа 1995. налазила у Републици Српској Крајини.

## Становништво
| Националност       | 1991. |
| Хрвати             | 141   |
| Срби               | 0     |
| Југословени        |       |
| остали и непознато | 5     |
| Укупно             | 146   |

| Демографија | Демографија | Демографија |
| Година      | Становника  | Становника  |
| ----------- | ----------- | ----------- |
| 1961.       | 298         |             |
| 1971.       | 240         |             |
| 1981.       | 193         |             |
| 1991.       | 146         |             |
| 2001.       | 55          |             |
| 2011.       |             | 24          |